# Irving Kaplansky
Irving Kaplansky ( * Toronto, 22 de marzo de 1917 - 25 de junio de 2006) fue un matemático nacido en Canadá y nacionalizado estadounidense. Sus padres, de nacionalidad polaca, habían emigrado a Canadá ya antes de su nacimiento. 
Se graduó en la Universidad de Toronto en 1940, continuando sus estudios en Harvard con la beca Putnam (de la cual fue el primer beneficiario), lo que le permitió, en 1941, obtener el doctorado en el ámbito de la Teoría de Campos. Trabajó en Harvard como asistente hasta 1944, año en que entró a formar parte del Grupo de Matemática Aplicada para el Consejo Nacional de Defensa, en la Universidad de Columbia, en el cual estuvo un año, para pasar después a trabajar en la Universidad de Chicago, dónde residió la mayor parte de su carrera, hasta 1984. 
"Kap", como le llamaban sus amigos, estuvo, entre 1949 y 1958, en el Comité de la Traducción de Lenguas Eslavas de Rusia y formó parte, entre 1951 y 1953 del Consejo de la Sociedad Americana de Matemáticas, de la cual, más tarde, entre 1975 y 1985 fue vicepresidente, para llegar a ser presidente de la misma hasta 1986.
En 1984, Kaplansky fue nombrado presidente del Instituto de Investigación de Ciencias Matemáticas de la Universidad de California, Berkeley, dejando su cargo en 1992.
Aparte de su gusto por las matemáticas, Kaplansky fue también un gran amante de la música, y fue conocido por tomar parte de las representaciones, en Chicago, de las obras de Gilbert and Sullivan. Irving solía componer canciones basadas en las matemáticas, siendo una de ellas su canción «A song about Pi», compuesta mediante la asignación de notas musicales a los catorce primeros decimales del número Pi. Esta es interpretada, de vez en cuando, por la cantante y compositora Lucy Kaplansky, hija de Irving, en sus actuaciones.

## Contribución a la Matemática
Kaplansky empezó con trabajos sobre la Teoría de Números, la Teoría de Juegos y la Estadística, pero pronto encontró su principal interés: el Álgebra.
En este campo, completó la solución al problema de Kurosh, y afrontó diversos problemas del Álgebra de Banach. Hizo también contribuciones importantes a la Teoría de los anillos y a la Teoría de Grupos así como a la Teoría de Campos.
Durante su carrera ganó el premio Guggenheim Fellowship y en 1987 se convirtió en un miembro honorario de la Sociedad Matemática de Londres. En 1989 Sociedad Americana de Matemáticas otorga a Kaplansky uno de los tres premios Steele en reconocimiento a la influencia de su carrera en Estados Unidos).

## Publicaciones
- Maximal Fields with Valuations (Tesis Doctoral)
- A common error concerning Kurtosis (1945) en el Journal of the American Statistical Association, nº.40, junio de 1945, pág.259-263
- An introduction to differential algebra (1957)
- Commutative Rings (1970)
- Fields and Rings
- Infinite Abelian Groups
- Lie Algebras and Locally Compact Groups (1971)
- Rings of Operators
- Set Theory and Metric Spaces

- Datos: Q129368
- Multimedia: Irving Kaplansky / Q129368